# Jean Zerbo
Jean Zerbo (27. prosinca 1943.) malijski je prelat Katoličke Crkve koji je služio kao nadbiskup Bamaka od 1998. do 2024. godine.
Papa Franjo imenovao je Zerba u rang kardinala na konzistoriju 28. lipnja 2017. godine.